# Маринер 10

Маринер 10 је америчка свемирска летелица из програма Маринер, лансирана 1973. са Земље са првенственом намером да се истраже Венера и Меркур.
Ова летелица је последњи сателит у оквиру програма Маринер (Маринер 11 и 12 су преименовани у Војаџер 1 и Војаџер 2.

## Техничке и технолошке новине
Маринер 10 је био први сателит који је користио принципе гравитационе праћке. Гравитациона сила планете Венере је искоришћена како би се ефикасније стигло до орбите планете Меркур. Маринер 10 је такође користио притисак сунчевог зрачења на соларним панелима и великој параболичној антени да би променио висину орбите.

## Истраживања
Маринер 10 је била једина летелица (до 2008) која је успела снимити половину површине Меркура, са око 2800 слика. Својим проласком покрај Меркура, Маринер 10 је открио много појединости, пошто Меркур није могуће посматрати телескопом због близине Сунца; откривено је да Меркур има слабашну атмосферу која се састоји већином од хелијума, те планетарно магнетско поље и да је језгро планете богато гвожђем.

## Крај мисије
Гас коришћен за маневрисање је утрошен 24. марта 1975. те је у том тренутку летелици послата команда да искључи свој сигнал.
Маринер 10 и даље орбитира око сунца иако је вероватно електроника на њему знатно оштећена сунчевом радијацијом.